# 太陽センサ

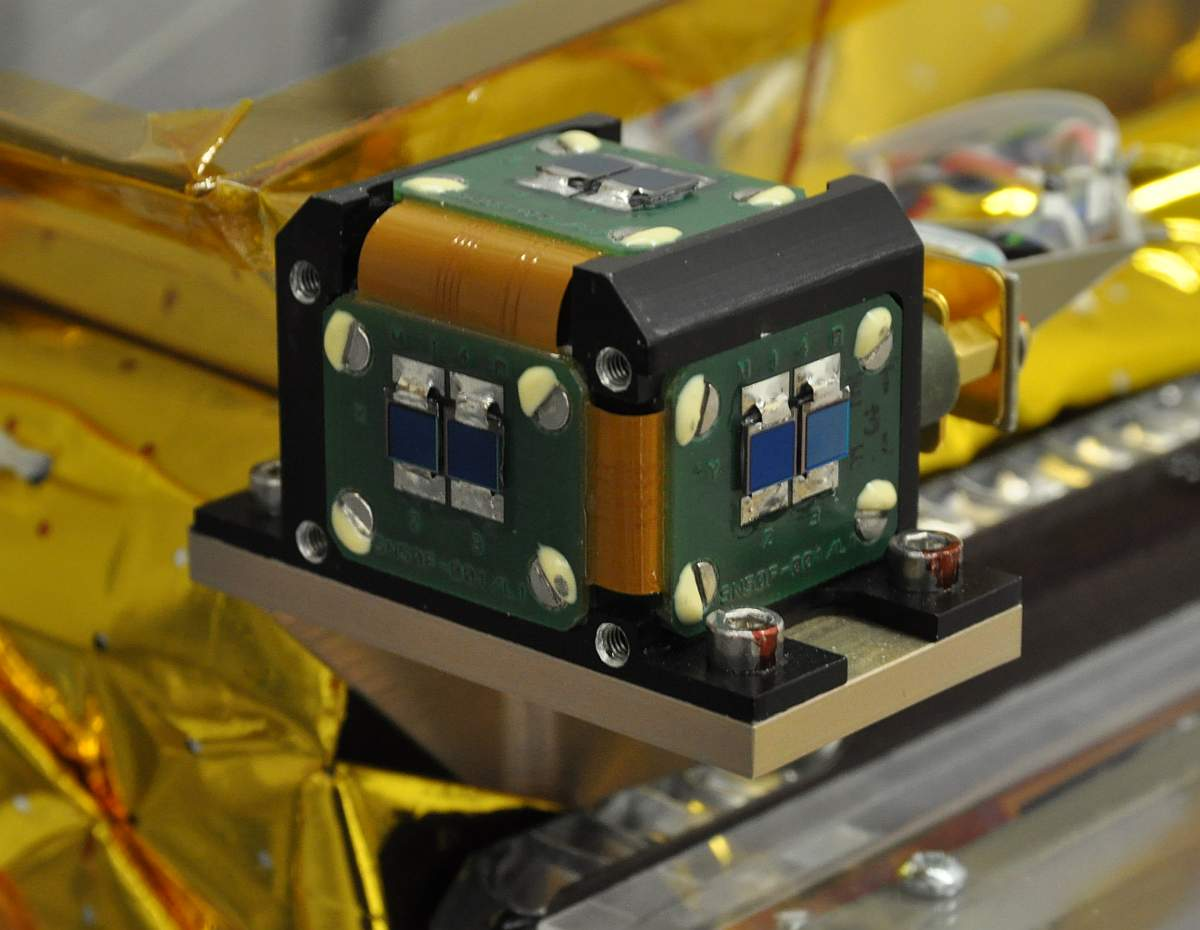
TET-1ドイツのマイクロサテライトで使用される非線形太陽センサ。

太陽センサ（たいようセンサ、英語: Sun sensor）は、太陽の方向を検出する姿勢センサ。 宇宙機や航空機に使用される。機体の姿勢制御、太陽電池パドルの指向方向の決定、慣性基準装置の累積誤差の補正等に使用される。  
特に宇宙機に有効なセンサだが、地上の気象観測所や太陽追跡システム、高い高度を飛行するバルーンやUAVなどの航空機でも使用されている。 

## 分類
太陽センサには様々な方式がある。なお、ここで言うアナログは太陽光を連続的に、デジタルは太陽光が離散的になるようスリットや導光手法が設計されている点について区別するものであり、いずれの方式でも観測した情報は量子化された電子情報として処理される。
- アナログ太陽センサ
  - 広角アナログ太陽センサ
  - シャドウマスク太陽センサ
  - オフセット指向太陽センサ
  - 反射ウェッジ太陽センサ
  - 臨界角プリズム太陽センサ
- デジタル太陽センサ
- Vスリット太陽センサ
- 高精度太陽センサ

また、視野角や精度の違うものを同時に2種類搭載する場合には粗太陽センサ・精太陽センサと区別される。